# Gasômetro de São Cristóvão

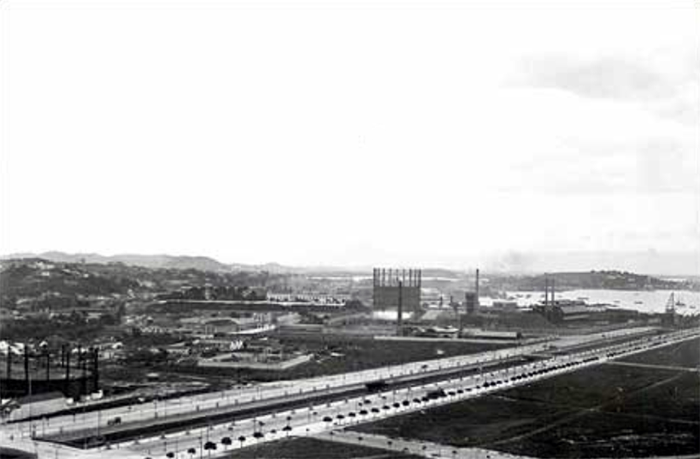
Avenida Francisco Bicalho e, ao fundo, o gasômetro, c. 1911

Gasômetro de São Cristóvão (também conhecido como Gasômetro do Rio de Janeiro ou Gasômetro da CEG) foi um gasômetro utilizado para armazenagem e distribuição de gás manufaturado na cidade do Rio de Janeiro, Brasil. Suas instalações funcionaram por 94 anos na Avenida Francisco Bicalho em São Cristóvão, até serem desativadas em 2005 e desmontadas no ano seguinte.

## História

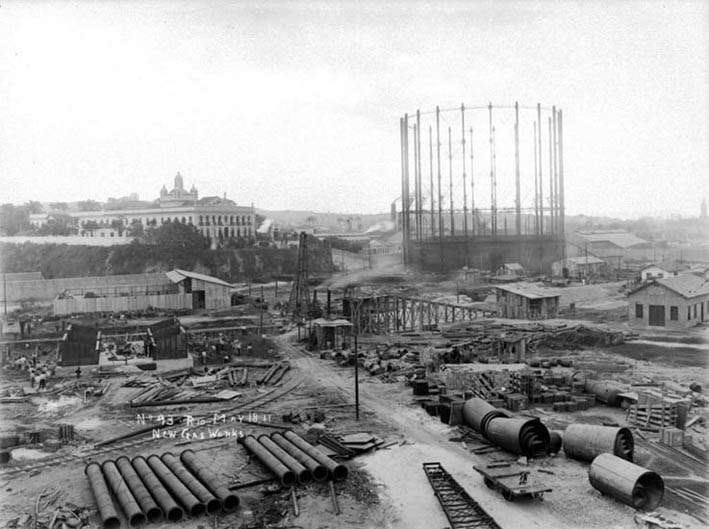
Obras de construção do gasômetro

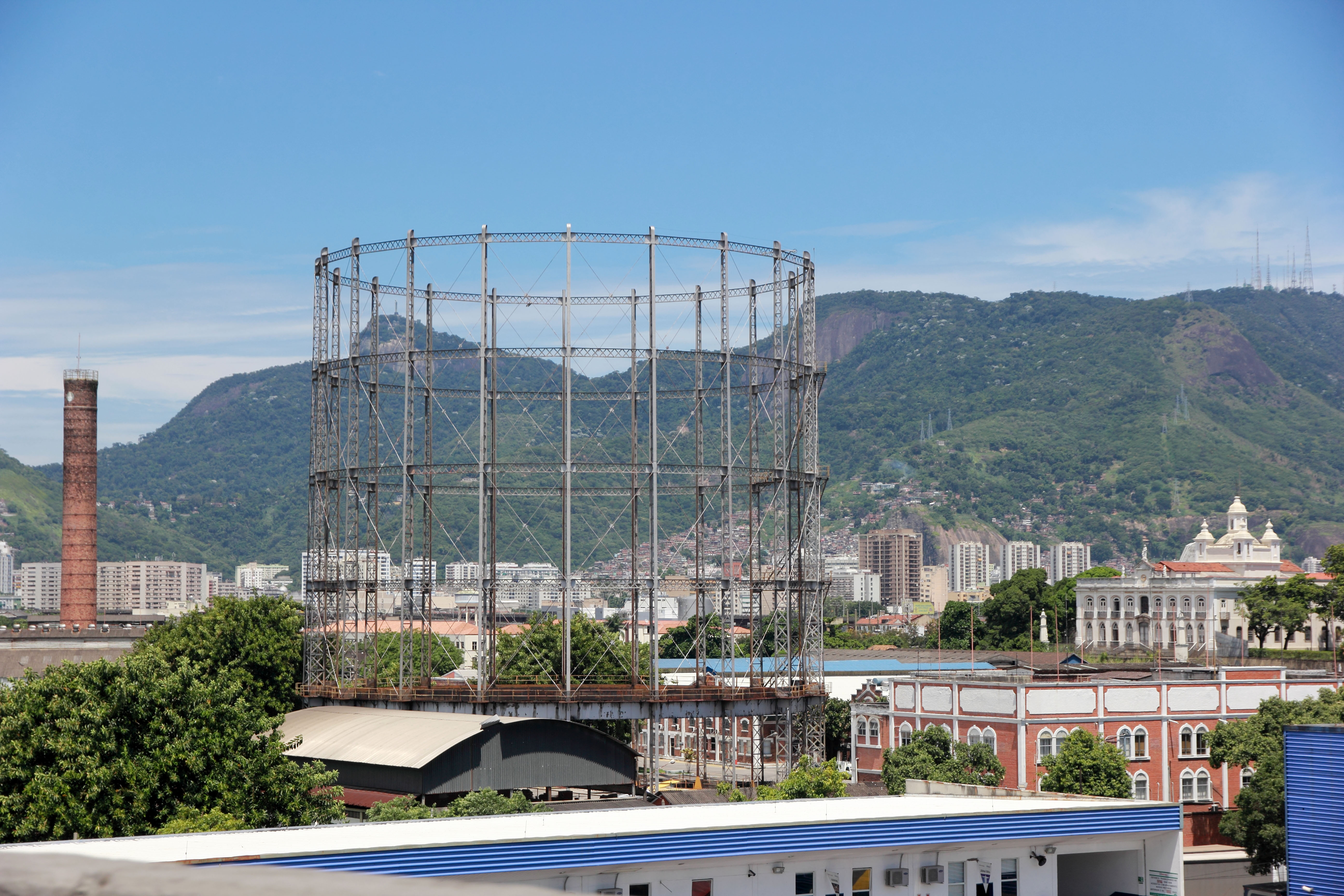
Gasômetro de São Cristóvão em 2013

O complexo foi inaugurado, em 1911, pelo grupo belga SAG (em francês:  Société Anonyme du Gaz do Rio de Janeiro). Com capacidade de fornecimento de 180 mil metros cúbicos de gás por dia, chegou a ser considerado o maior do mundo. A empresa foi estatizada em 1969 e, em 1997, a Companhia Estadual de Gás (CEG) ganhou a concessão para o fornecimento de gás ao Rio de Janeiro.
O contrato com a CEG previa que, devido a substituição gradual do gás manufaturado pelo gás natural, o gasômetro teria de ser desativado até 2005. A prefeitura do Rio de Janeiro cogitou, nesse meio tempo, definir um projeto para a transformação da área de 119 mil metros quadrados em um espaço de utilidade pública. As estruturas foram desmontadas em 2006, enquanto o destino do espaço ainda era discutido.
Em 2009, o terreno do antigo gasômetro foi adquirido pelo Fundo de Investimento Imobiliário Porto Maravilha, gerido pela Caixa Econômica Federal (CEF). Durante esse tempo, o banco buscou investidores para grandes empreendimentos.
Em 2010, a administração municipal divulgou a intenção de transformar parte da área em um bairro com residências e comércio. Para isso o terreno, pertencente à SPU (Secretaria de Patrimônio da União), precisaria ser comprado pelo município e revendido à iniciativa privada.

## Ameaças de explosão
A população sempre conviveu com medo de que algum acidente ocorresse no local. Em 1995, após a explosão de instalações navais da ilha do Boqueirão, na baía de Guanabara, discutiram-se projetos para a mudança das instalações do gasômetro, mas eles não foram levados adiante. O caso mais conhecido de ameaça, no entanto, deu-se em 1968, quando o brigadeiro da Aeronáutica João Paulo Burnier elaborou um plano secreto de ações terroristas — entre elas a explosão do gasômetro — com a intenção de atribuir a autoria dos mesmos a movimentos de esquerda. O esquema acabou abortado após Burnier ser denunciado por seu comandado, o capitão Sérgio Macaco do Esquadrão Aeroterrestre de Salvamento (PARA-SAR).

## Futuro
Em 2022, o Clube de Regatas do Flamengo anunciou o interesse na compra do terreno para construir seu estádio próprio e negociou com a CEF a aquisição do local.
Em 23 de junho de 2024, a Prefeitura do Rio de Janeiro anunciou a desapropriação do terreno para que o time pudesse dar prosseguimento ao projeto devido a lentidão nas negociações. A desapropriação foi confirmada no dia seguinte via decreto no Diário Oficial da Prefeitura. O terreno foi a leilão em 31 de julho de 2024, onde o Flamengo arrematou o local por 138 milhões de reais. Após negociações com a CEF para evitar a judicialização da compra, o Flamengo, sob a gestão de Rodolfo Landim, arrematou o local por 138 milhões de reais. Após negociações com a CEF para evitar a judicialização da compra, o Flamengo obteve a posse do terreno em 3 de outubro de 2024 e, inicialmente, pretendia inaugurar o estádio em 15 de novembro de 2029, data que o clube completará 134 anos, todavia, o novo presidente, Luiz Eduardo Baptista, realizou um novo estudo de viabilidade referente a construção do estádio e foi constatado que o clube gastaria aproximadamente 60% a mais do valor inicialmente cotado (de 1,9 para 3,1 bilhões de reais) para a entrega da nova casa rubro-negra. Logo, a nova diretoria cogita adiar a estreia do estádio para 20 de janeiro de 2031, data de São Sebastião, padroeiro do Rio de Janeiro.